# Rouffiac-Tolosan
Pour les articles homonymes, voir Rouffiac.
Rouffiac-Tolosan est une commune française située dans le nord-est du département de la Haute-Garonne en région Occitanie.
Sur le plan historique et culturel, la commune est dans le Pays toulousain, qui s’étend autour de Toulouse le long de la vallée de la Garonne, bordé à l’ouest par les coteaux du Savès, à l’est par ceux du Lauragais et au sud par ceux de la vallée de l’ Ariège et du Volvestre. Exposée à un climat océanique altéré, elle est drainée par divers petits cours d'eau.
Rouffiac-Tolosan est une commune urbaine qui compte 2 186 habitants en 2022, après avoir connu une forte hausse de la population depuis 1962. Elle est dans l'agglomération toulousaine et fait partie de l'aire d'attraction de Toulouse..
Ses habitants sont appelés les Rouffiacois.

## Géographie

### Localisation
La commune de Rouffiac-Tolosan se trouve dans le département de la Haute-Garonne, en région Occitanie.
Elle se situe à 9 km à vol d'oiseau de Toulouse, préfecture du département, et à 6 km de Pechbonnieu, bureau centralisateur du canton de Pechbonnieu dont dépend la commune depuis 2015 pour les élections départementales.
La commune fait en outre partie du bassin de vie de Toulouse.
Les communes les plus proches sont : 
Castelmaurou (1,5 km), Saint-Jean (1,6 km), Montrabé (2,4 km), Beaupuy (3,0 km), Lapeyrouse-Fossat (3,2 km), L'Union (3,4 km), Saint-Geniès-Bellevue (3,8 km), Pin-Balma (4,2 km).
Sur le plan historique et culturel, Rouffiac-Tolosan fait partie du pays toulousain, une ceinture de plaines fertiles entrecoupées de bosquets d'arbres, aux molles collines semées de fermes en briques roses, inéluctablement grignotée par l'urbanisme des banlieues.
Rouffiac-Tolosan est limitrophe de quatre autres communes.
Les communes limitrophes sont  Beaupuy, Castelmaurou, Montrabé et Saint-Jean.
|            | Castelmaurou     |         |
| Saint-Jean | Rouffiac-Tolosan |         |
|            | Montrabé         | Beaupuy |

### Hydrographie

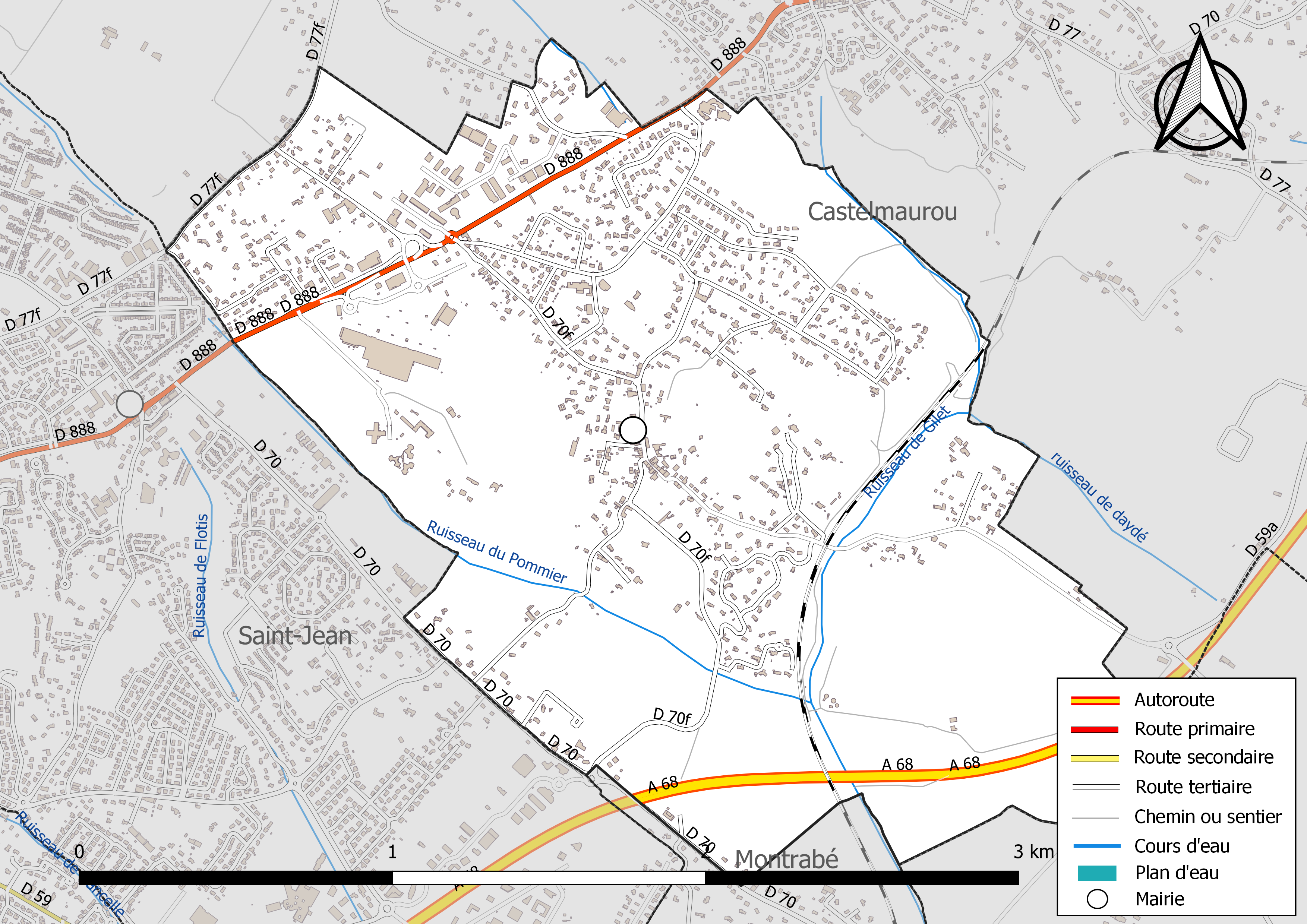
Réseaux hydrographique et routier de Rouffiac-Tolosan.

La commune est dans le bassin de la Garonne, au sein du bassin hydrographique Adour-Garonne. Elle est drainée par le ruisseau de daydé, le ruisseau de Gilet, le ruisseau du Pommier et par un petit cours d'eau, constituant un réseau hydrographique de 4 km de longueur totale,.

### Climat
Pour des articles plus généraux, voir Climat de l'Occitanie et Climat de la Haute-Garonne.
En 2010, le climat de la commune est de type climat du Bassin du Sud-Ouest, selon une étude s'appuyant sur une série de données couvrant la période 1971-2000. En 2020, Météo-France publie une typologie des climats de la France métropolitaine dans laquelle la commune est exposée à un climat océanique altéré et est dans la région climatique Aquitaine, Gascogne, caractérisée par une pluviométrie abondante au printemps, modérée en automne, un faible ensoleillement au printemps, un été chaud (19,5 °C), des vents faibles, des brouillards fréquents en automne et en hiver et des orages fréquents en été (15 à 20 jours).
Pour la période 1971-2000, la température annuelle moyenne est de 13,3 °C, avec une amplitude thermique annuelle de 15,6 °C. Le cumul annuel moyen de précipitations est de 739 mm, avec 9,2 jours de précipitations en janvier et 5,3 jours en juillet. Pour la période 1991-2020, la température moyenne annuelle observée sur la station météorologique la plus proche, située sur la commune de Blagnac à 11 km à vol d'oiseau, est de 14,2 °C et le cumul annuel moyen de précipitations est de 627,0 mm,. Pour l'avenir, les paramètres climatiques de la commune estimés pour 2050 selon différents scénarios d'émission de gaz à effet de serre sont consultables sur un site dédié publié par Météo-France en novembre 2022.

### Milieux naturels et biodiversité
Aucun espace naturel présentant un intérêt patrimonial n'est recensé sur la commune dans l'inventaire national du patrimoine naturel,,.

## Urbanisme

### Typologie
Au 1er janvier 2024, Rouffiac-Tolosan est catégorisée ceinture urbaine, selon la nouvelle grille communale de densité à sept niveaux définie par l'Insee en 2022.
Elle appartient à l'unité urbaine de Toulouse, une agglomération inter-départementale regroupant 81  communes, dont elle est une commune de la banlieue,,. Par ailleurs la commune fait partie de l'aire d'attraction de Toulouse, dont elle est une commune de la couronne,. Cette aire, qui regroupe 527 communes, est catégorisée dans les aires de 700 000 habitants ou plus (hors Paris),.

### Occupation des sols
L'occupation des sols de la commune, telle qu'elle ressort de la base de données européenne d’occupation biophysique des sols Corine Land Cover (CLC), est marquée par l'importance des territoires agricoles (46,5 % en 2018), en diminution par rapport à 1990 (68,8 %). La répartition détaillée en 2018 est la suivante : 
zones urbanisées (39,4 %), terres arables (24,1 %), zones agricoles hétérogènes (22,3 %), forêts (13,8 %), espaces verts artificialisés, non agricoles (0,3 %). L'évolution de l’occupation des sols de la commune et de ses infrastructures peut être observée sur les différentes représentations cartographiques du territoire : la carte de Cassini (XVIIIe siècle), la carte d'état-major (1820-1866) et les cartes ou photos aériennes de l'IGN pour la période actuelle (1950 à aujourd'hui).

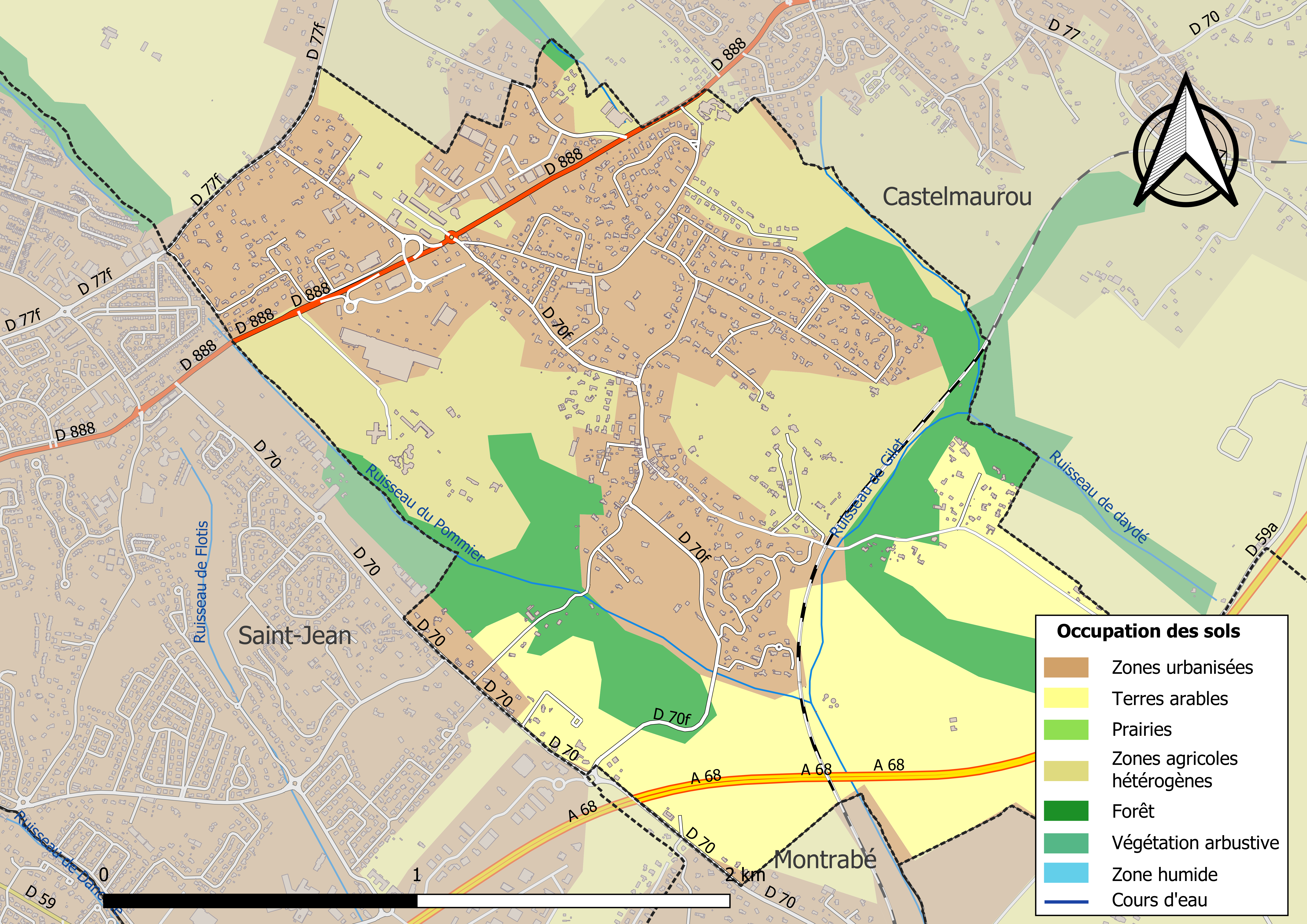
Carte des infrastructures et de l'occupation des sols de la commune en 2018 (CLC).

### Voies de communication et transports
La ligne 68 du réseau Tisséo relie le centre de la commune à la station Balma - Gramont du métro de Toulouse depuis Castelmaurou, et la ligne 355 du réseau Arc-en-Ciel relie la route d'Albi à la gare routière de Toulouse ou à la station Borderouge depuis Villemur-sur-Tarn.

### Risques majeurs
Le territoire de la commune de Rouffiac-Tolosan est vulnérable à différents aléas naturels : météorologiques (tempête, orage, neige, grand froid, canicule ou sécheresse) et séisme (sismicité très faible). Un site publié par le BRGM permet d'évaluer simplement et rapidement les risques d'un bien localisé soit par son adresse soit par le numéro de sa parcelle.

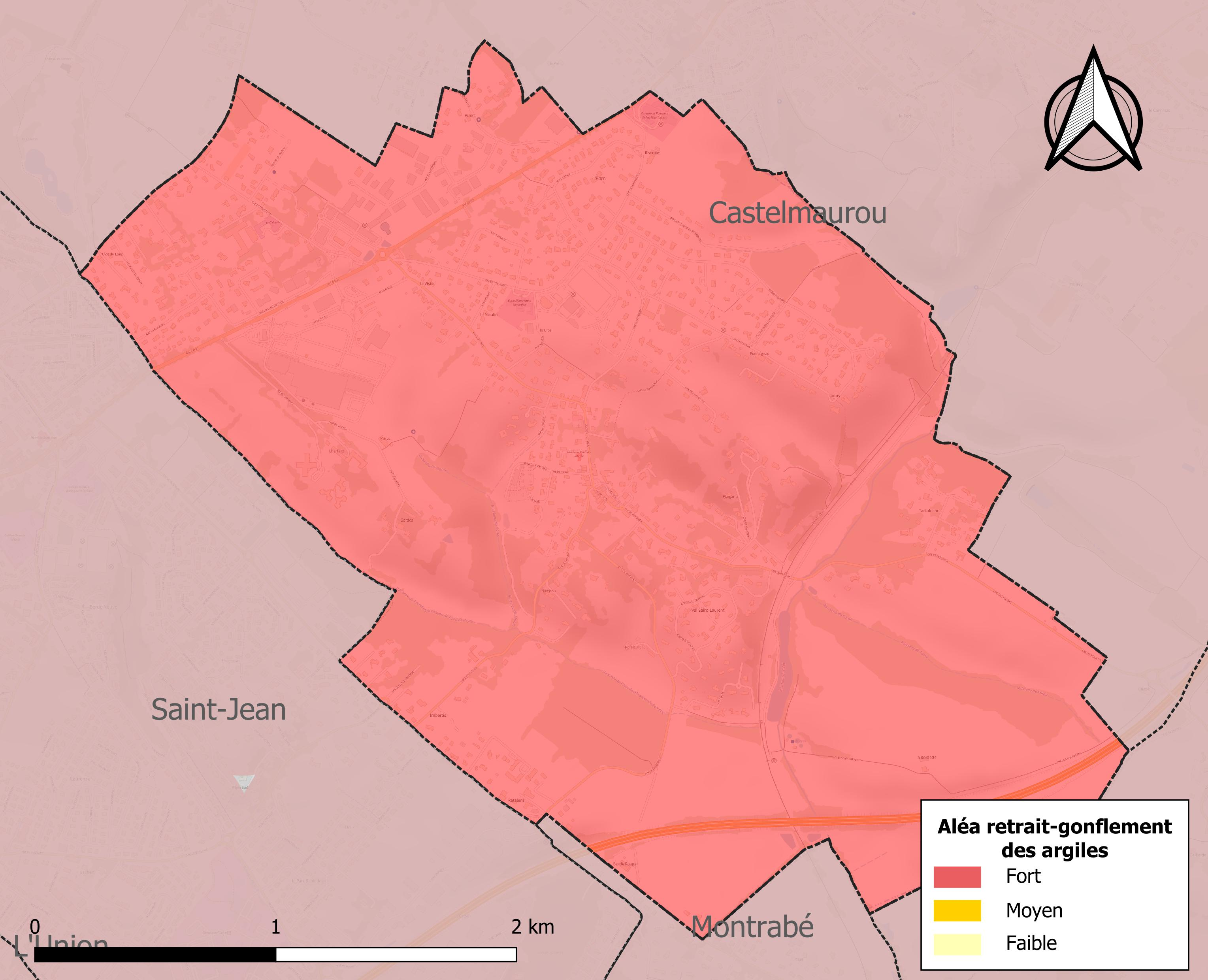
Carte des zones d'aléa retrait-gonflement des sols argileux de Rouffiac-Tolosan.

Le retrait-gonflement des sols argileux est susceptible d'engendrer des dommages importants aux bâtiments en cas d’alternance de périodes de sécheresse et de pluie. La totalité de la commune est en aléa moyen ou fort (88,8 % au niveau départemental et 48,5 % au niveau national). Sur les 700 bâtiments dénombrés sur la commune en 2019, 700 sont en aléa moyen ou fort, soit 100 %, à comparer aux 98 % au niveau départemental et 54 % au niveau national. Une cartographie de l'exposition du territoire national au retrait gonflement des sols argileux est disponible sur le site du BRGM,.
Par ailleurs, afin de mieux appréhender le risque d’affaissement de terrain, l'inventaire national des cavités souterraines permet de localiser celles situées sur la commune.
Concernant les mouvements de terrains, la commune a été reconnue en état de catastrophe naturelle au titre des dommages causés par la sécheresse en 1989, 1991, 2003, 2005, 2011, 2012, 2016, 2019 et 2020 et par des mouvements de terrain en 1999.

## Toponymie
Rouffiac dépendait de l'archevêché de Toulouse et prit le suffixe Tolosan en 1921.

## Histoire

### Occupation allemande
Le 11 novembre 1942, la zone libre est envahie par les Allemands. Les régions à l'ouest du Rhône sont occupées par le groupe d'armées G dirigé par le Generaloberst Johannes Blaskowitz depuis son quartier général de Rouffiac-Tolosan. De ce groupe d'armées dépendent la 1re Armée, dont l'état-major est à Bordeaux, et la 19e Armée, dont le QG est à Marseille. Le 10 mai 1944, fut créé le Groupe d'armées G sous la direction du général Johannes Blaskowitz, dont le siège était à Rouffiac-Tolosan en vue de coordonner l’action des 1re et 19e Armées. (Blaskowitz, disposait de onze divisions, dont neuf dans la 19e Armée de Wiese, sise à Avignon, et deux dans le LXIVe corps d’armée de Sachs, sis à Bordeaux. Seule une de ces onze divisions était blindée : la 11e Panzerdivision de von Wietersheim, tenue en réserve.)
L'armée allemande réquisitionne plusieurs châteaux et maisons du village pour y établir ses unités et le quartier général du général Blaskowitz qui s'installe à La Cédraie sur la place du village. L'Enclos, propriété de la famille Ratié, fut réquisitionnée pour l'installation, dans ses salons, du standard téléphonique du groupe d'armées G, un officier occupa aussi l'une des chambres de la maison ; la Villa Vizzavona accueillit le mess des officiers ; des officiers occupèrent le château de Forteville appartenant à la famille Laurens ; les troupes étaient, quant à elles, dans les communs du château de Forteville et dans d'autres maisons du village dont celle appartenant à la famille Caffort.
Le débarquement allié en Provence a lieu le 15 août. Ce même jour, les communications allemandes tombèrent en panne, tant celles entre le Groupe d’armées G et la 19e Armée que celles entre le groupe et l’OB West (1re Armée). À ce moment-là, Hitler donna l’ordre à toutes ses troupes de regagner l’Allemagne, par la vallée du Rhône. Blaskowitz, chef de l’état-major quitta sur-le-champ son quartier général à Rouffiac-Tolosan pour se déplacer en Avignon.

## Politique et administration

### Administration municipale
Le nombre d'habitants au recensement de 2011 étant compris entre 1 500 habitants et 2 499 habitants, le nombre de membres du conseil municipal pour l'élection de 2014 est de dix neuf,.

### Rattachements administratifs et électoraux
Commune faisant partie de la cinquième circonscription de la Haute-Garonne de la communauté de communes des Coteaux-Bellevue et du canton de Pechbonnieu (avant le redécoupage départemental de 2014, Rouffiac-Tolosan faisait partie de l'ex-canton de Toulouse-15).
Le 1er janvier 2014, la commune de Rouffiac-Tolosan intègre Communauté de communes des Coteaux-Bellevue.

### Liste des maires
| Période                                  | Période   | Identité             | Étiquette | Qualité |
| ---------------------------------------- | --------- | -------------------- | --------- | --- |
| Les données manquantes sont à compléter. |           |                      |           | |
| 1889                                     | 1930      | Hippolyte Laurens    |           | |
| 1930                                     | 1942      | Jacques Laurens      |           | |
| 1942                                     | 1944      | Jean Doumeng         |           | |
| 1944                                     | 1945      | Jacques Laurens      |           | |
| 1945                                     | 1965      | Exupère Roques       |           | |
| 1965                                     | 1970      | Pierre-Roger Sourzac |           | |
| 1970                                     | mars 2014 | Pierre Moynet        | DVD       | Retraité |
| mars 2014                                | En cours  | Jean-Gervais Sourzac | DVD       | Avocat au barreau de Toulouse 3e vice-président de la CC des Coteaux Bellevue Réélu pour le mandat 2020-2026 |

Pour les élections législatives, la commune fait partie de la deuxième circonscription de la Haute-Garonne.

## Population et société

### Démographie
| 1793 | 1800 | 1806 | 1821 | 1831 | 1836 | 1841 | 1846 | 1851 |
| ---- | ---- | ---- | ---- | ---- | ---- | ---- | ---- | ---- |
| 355  | 347  | 386  | 441  | 461  | 479  | 436  | 443  | 454  |

| 1856 | 1861 | 1866 | 1872 | 1876 | 1881 | 1886 | 1891 | 1896 |
| ---- | ---- | ---- | ---- | ---- | ---- | ---- | ---- | ---- |
| 418  | 429  | 442  | 399  | 371  | 379  | 382  | 368  | 361  |

| 1901 | 1906 | 1911 | 1921 | 1926 | 1931 | 1936 | 1946 | 1954 |
| ---- | ---- | ---- | ---- | ---- | ---- | ---- | ---- | ---- |
| 340  | 305  | 280  | 231  | 233  | 240  | 242  | 300  | 365  |

| 1962 | 1968 | 1975 | 1982 | 1990 | 1999  | 2006  | 2008  | 2013  |
| ---- | ---- | ---- | ---- | ---- | ----- | ----- | ----- | ----- |
| 396  | 491  | 626  | 750  | 961  | 1 404 | 1 646 | 1 715 | 1 908 |

| 2018  | 2022  | - | - | - | - | - | - | - |
| ----- | ----- | - | - | - | - | - | - | - |
| 1 909 | 2 186 | - | - | - | - | - | - | - |

| selon la population municipale des années : | 1968 | 1975 | 1982 | 1990 | 1999 | 2006 | 2009 | 2013 |
| Rang de la commune dans le département      | 337  | 318  | 279  | 260  | 249  | 238  | 244  | 228  |
| Nombre de communes du département           | 592  | 582  | 586  | 588  | 588  | 588  | 589  | 589  |

## Vie pratique
Fête locale début septembre, vide-greniers,

### Service public
La ville possède un service départemental d'incendie et de secours.

### Santé
La commune possède des médecins généralistes, des médecins homéopathes, et une pharmacie.

### Enseignement
Rouffiac-Tolosan fait partie de l'académie de Toulouse.
L'éducation est assurée sur la commune par l'école élémentaire publique Lamartine située chemin Hollande.

### Sports

#### Installations sportives
Un gymnase, deux courts de tennis, boulodrome, un terrain de football, un complexe sportif accueillent associations et sportifs...
Panis-Barthez Compétition équipe de course basée sur la commune.

#### Activités sportives
Tennis, football, gymnastique, basket-ball, yoga, pétanque, équitation, marche, karaté, etc.

### Culture

#### Associations
La ville possède une maison associative et plusieurs associations, théâtre, danse, modelage-sculpture, musique.

### Écologie et recyclage
La collecte et le traitement des déchets des ménages et des déchets assimilés ainsi que la protection et la mise en valeur de l'environnement se font dans le cadre de la communauté de communes des Coteaux Bellevue.
Les déchèteries les plus proches sont situées sur les communes de Garidech, L'Union ou Saint-Alban.

## Économie

### Revenus
En 2018  (données Insee publiées en septembre 2021), la commune compte 878 ménages fiscaux, regroupant 2 142 personnes. La médiane du revenu disponible par unité de consommation est de 30 660 € (23 140 € dans le département). 71 % des ménages fiscaux sont imposés (55,3 % dans le département).

### Emploi
|                | 2008  | 2013  | 2018  |
| -------------- | ----- | ----- | ----- |
| Commune        | 4,5 % | 6,5 % | 3,8 % |
| Département    | 7,7 % | 9,6 % | 9,3 % |
| France entière | 8,3 % | 10 %  | 10 %  |

En 2018, la population âgée de 15 à 64 ans s'élève à 1 198 personnes, parmi lesquelles on compte 74,7 % d'actifs (71 % ayant un emploi et 3,8 % de chômeurs) et 25,3 % d'inactifs,. Depuis 2008, le taux de chômage communal (au sens du recensement) des 15-64 ans est inférieur à celui de la France et du département.
La commune fait partie de la couronne de l'aire d'attraction de Toulouse, du fait qu'au moins 15 % des actifs travaillent dans le pôle,. Elle compte 1 060 emplois en 2018, contre 949 en 2013 et 677 en 2008. Le nombre d'actifs ayant un emploi résidant dans la commune est de 872, soit un indicateur de concentration d'emploi de 121,6 % et un taux d'activité parmi les 15 ans ou plus de 54,7 %.
Sur ces 872 actifs de 15 ans ou plus ayant un emploi, 133 travaillent dans la commune, soit 15 % des habitants. Pour se rendre au travail, 84,1 % des habitants utilisent un véhicule personnel ou de fonction à quatre roues, 7 % les transports en commun, 4,9 % s'y rendent en deux-roues, à vélo ou à pied et 4 % n'ont pas besoin de transport (travail au domicile).

### Activités hors agriculture

#### Secteurs d'activités
352 établissements sont implantés  à Rouffiac-Tolosan au 31 décembre 2019. Le tableau ci-dessous en détaille le nombre par secteur d'activité et compare les ratios avec ceux du département,.
| Secteur d'activité                                                                                        | Commune | Commune | Département |
| Secteur d'activité                                                                                        | Nombre  | %       | %           |
| --- | ------- | ------- | ----------- |
| Ensemble                                                                                                  | 352     | 100 %   | (100 %)     |
| Industrie manufacturière, industries extractives et autres                                                | 16      | 4,5 %   | (5,7 %)     |
| Construction                                                                                              | 46      | 13,1 %  | (12 %)      |
| Commerce de gros et de détail, transports, hébergement et restauration                                    | 122     | 34,7 %  | (25,9 %)    |
| Information et communication                                                                              | 9       | 2,6 %   | (4,1 %)     |
| Activités financières et d'assurance                                                                      | 19      | 5,4 %   | (3,8 %)     |
| Activités immobilières                                                                                    | 28      | 8 %     | (4,2 %)     |
| Activités spécialisées, scientifiques et techniques et activités de services administratifs et de soutien | 59      | 16,8 %  | (19,8 %)    |
| Administration publique, enseignement, santé humaine et action sociale                                    | 31      | 8,8 %   | (16,6 %)    |
| Autres activités de services                                                                              | 22      | 6,3 %   | (7,9 %)     |

Le secteur du commerce de gros et de détail, des transports, de l'hébergement et de la restauration est prépondérant sur la commune puisqu'il représente 34,7 % du nombre total d'établissements de la commune (122 sur les 352 entreprises implantées  à Rouffiac-Tolosan), contre 25,9 % au niveau départemental.

#### Entreprises et commerces
Les cinq entreprises ayant leur siège social sur le territoire communal qui génèrent le plus de chiffre d'affaires en 2020 sont : 
- Rouffiac Distribution, hypermarchés (98 798 k€)
- SA Transports Berges, messagerie, fret express (9 304 k€)
- Celia Creation, construction de maisons individuelles (5 499 k€)
- SAS La Cheneraie, hébergement social pour personnes âgées (3 749 k€)
- Residenc Pour Personnes Agees La Chenaie, hébergement médicalisé pour personnes âgées (3 328 k€)
- Rouffiac-Tolosan dispose d'un centre commercial et de trois zones artisanales.
- Le restaurant O'Saveurs est classé une étoile au guide Michelin.
- L'hôtel du Parc se tient à proximité du centre commercial, au cœur d'un parc centenaire.

### Agriculture
|               | 1988 | 2000 | 2010 | 2020 |
| ------------- | ---- | ---- | ---- | ---- |
| Exploitations | 10   | 7    | 6    | 3    |
| SAU (ha)      | 121  | 115  | 115  | 39   |

La commune est dans le Lauragais, une petite région agricole occupant le nord-est du département de la Haute-Garonne, dont les coteaux portent des grandes cultures en sec avec une dominante blé dur et tournesol. En 2020, l'orientation technico-économique de l'agriculture  sur la commune est la culture de céréales et/ou d'oléoprotéagineuses. Trois exploitations agricoles ayant leur siège dans la commune sont dénombrées lors du recensement agricole de 2020 (dix en 1988). La superficie agricole utilisée est de 39 ha,,.

## Culture locale et patrimoine

### Lieux et monuments
- Église Saint-Laurent du XIXe siècle.
- Le lac Saint-Laurent permet la pratique de la pêche, de réaliser des promenades et de s'installer sur son aire de pique-nique.

### Personnalités liées à la commune
- Didier Lacroix, ancien joueur du Stade toulousain, président du club depuis 2017, et conseiller municipal de Rouffiac-Tolosan depuis 2008

### Héraldique
| Rouffiac-Tolosan | Son blasonnement est : De sable au croissant d'argent. |

## Pour approfondir